# Bärpeppar
Bärpeppar (Capsicum baccatum) är en art inom familjen potatisväxter. Arten har flera sorter vilka ger starkt smakande frukter. Dessa sorter går under samlingsnamnet "aji". Frukterna är mycket starkt smakande och kallas ibland även chilipeppar vilket är ett generellt samlingsnamn för ett flertal arter och en mängd sorter inom släktet spanskpeppar.

## Olika sorter[3]
Arten har sin största popularitet i Peru, Ecuador och Bolivia men också i USA och Indien. Frukterna är vanligen 4–10 centimeter långa. Här följer en uppräkning av ett urval vanliga sorter.
| Sort                 | Fruktens karaktär                             |
| -------------------- | --------------------------------------------- |
| ’Aji’                | Gul, mild smak                                |
| ’Aji Brown’          | Brunröd, sötaktig smak                        |
| ’Aji Amarillo’       | Gyllengul                                     |
| ’Aji Yellow Russian’ | Grön med ränder i purpur, senare gul          |
| ’Bolivian Red’       | Röd, glänsande                                |
| ’Hot Lemon’          | Citrongul, het smak, doftar citron            |
| ’Jamaican Bell’      | Klarröd, mediumhet, doftar rabarber           |
| ’Mini Bonnet’        | Röd, mild smak, smakar aprikos                |
| ’Omnicolor’          | Röd, orange eller vitgul i färgen             |
| ’Red Olive’          | Klarröd, i storlek som en oliv – därav namnet |
| ’Bishops Crown’      | Ljusgrön, klockformig – därav namnet          |

## Bildgalleri

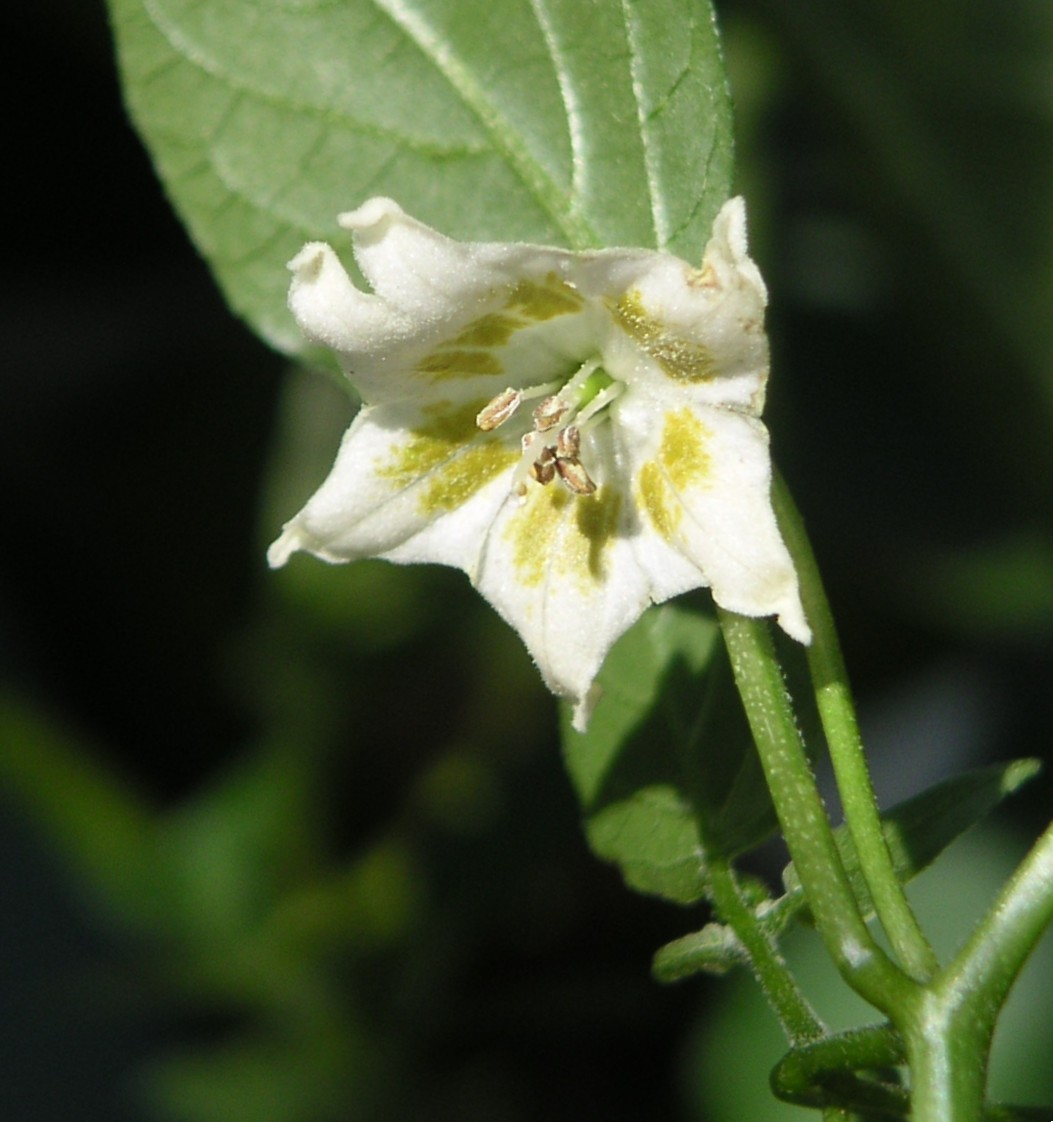
Blommande bärpeppar
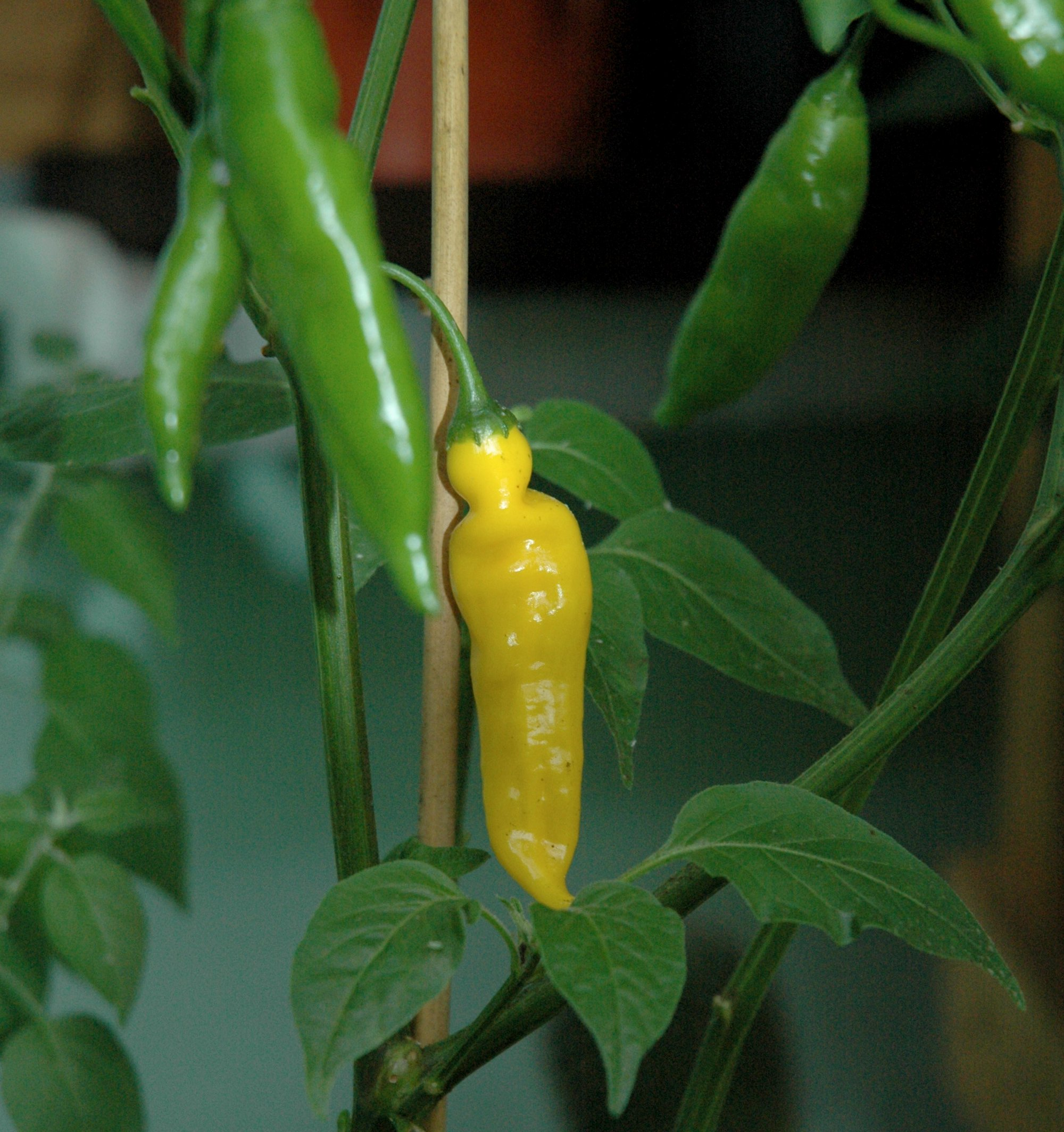
Lemon drop
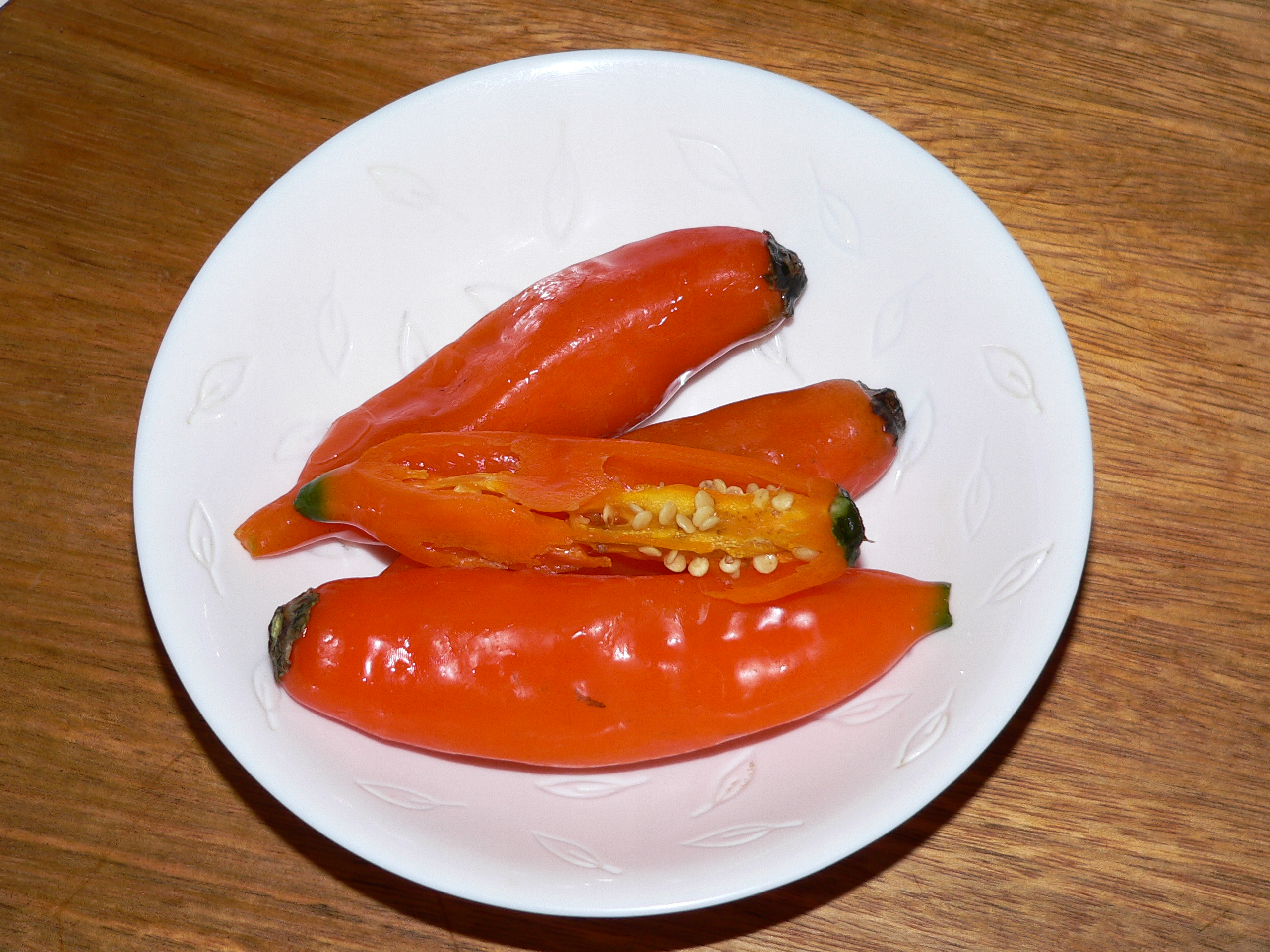
Aji amarillo
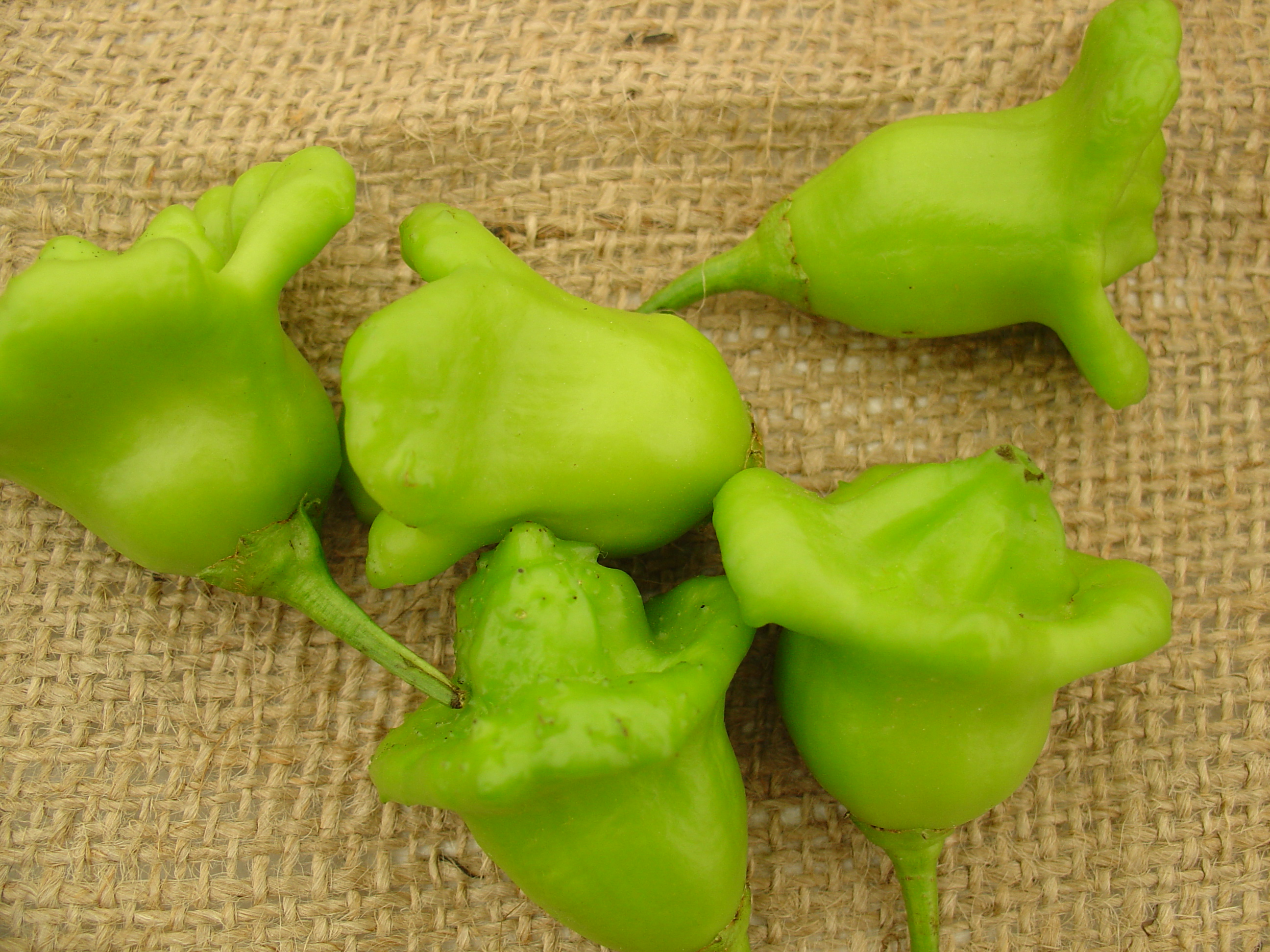
Bishops Crown